# متحف دير الزور
متحف دير الزور يعتبر أحد أكبر المتاحف في سوريا، لقد تم تصمم بناؤه لكي يستوعب الآثار المكتشفة في محافظة دير الزور. يضم المتحف خمسة أجنحة أساسية هي جناح أثار ما قبل التاريخ وجناح الآثار السورية القديمة، وجناح الآثار الكلاسية، وجناح الآثار العربية الإسلامية، ثم جناح التقاليد الشعبية.
وقد تم تزويد المتحف بالقطع الأثرية المكتشفة، مع لوحات بيانية وتعريفية. ويمتاز هذا المتحف بإعادة بناء بعض المواقع، مثل المنزل القديم في بقرص العائد إلى العصر الحجري الحديث، ومدخل تل بدري من الألف الثالث ق.م وقاعة العرش في ماري، ومدخل قصر شاديكاني الذي يعود إلى الألف الأول ق.م من تل عجاجة، ثم هيكل معبد بل في دورا اوروبوس من القرن الثاني الميلادي، ثم واجهة قصر الحير الشرقي من القرن الثامن الميلادي، ثم مشهد رؤساء العشائر في مقاهي دير الزور تصور الحياة الشعبية.
و يصل عدد القطع الأثرية في المتحف إلى 21740 قطعة، بالإضافة إلى آثار محافظة دير الزور هناك قطع قادمة من محافظة الحسكة.

## أهم مقتنيات المتحف
- إناء على شكل أرنب: عثر عليه أثناء التنقيب في آثار «بقرص»، ويعود تاريخه إلى العـصـر الحـجري الحـديث (ما قبل الفخار)/6400-5900/ ق.م، وهو مصنوع من الرخام الأبيض، يصل ارتفاعه/9/سم وعرضه/9.4/سم، وطوله/17.0/سم.
- تمثال لرأس رجل: عثر عليه في آثار «بقرص» أيضا، ويعتبر رأس الرجل هذا المصنوع بدقة من الطين المشوي إحدى اللقى الجديرة بالذكر المعثور عليها في «بقرص»، ويمثل التجسيم التشكيلي للرأس محاولة مبكرة لتطوير هيئة كاملة طبيعية وقوية التعبير للرأس والوجه، وذلك من بين أشكال الوجوه البشرية التي كانت كثيرة التجريد حتى ذلك الوقت، وتعتبر هذه اللقية متزامنة مع الجماجم المصاغة على شكل مجسمات من «أريحا» وذلك شاهداً على عبادة الأسلاف، ويصل ارتفاعه /2.5/ سم، العرض/1.8/سم.
- أربع دمى تمثل نساء عاريات جالسات (الآلهة الأم): وقد عثر عليها في "تل كشكشوك"، وتعود إلى فترة /5100-4500/ق.م، ومصنوعة من الطين المشوي، وهي تمثل الخصب وكانت تعبد على أنها الآلهة الأم.
- لبن عليه فسيفساء مخروطية: وجدت في «تل براك» في «الحسكة»، بين أنقاض معبد العيون في العصر «السوري» المبكر، وهو من اللبن (الطين) ورخام مائل إلى الحمرة يصل طوله /38/سم.
- - لوحان يحويان علامات رقمية ورموز تصويرية: عثر عليها في «تل براك» في المنطقة FS من العصر «السوري» المبكر الأول، ويبلغ ارتفاعها /4.1/سم وبعرض/2.7/سم.
- لوحة حجرية محزوز عليها مشهد يمثل محاربين: وهي عبارة عن قطعة مستطيلة الشكل مكسورة ومرممة يشاهد فيها ثلاث رجال محاربين الأول عارٍ ممدد على ظهره والآخر يحمل قوساً بوضعية الرمي، وتم تصنيعها من الحجـــر الكلسي، وعثر عليها من موقـع «ماري» (تل الحريري)، وتنتمي للعصر «السوري» المبكر، يصل ارتفاعها نحو /14.3/سم، وبعرض /10/سم، وقد شاركت هذه القطعة في معرض كندا.
- تمثال لرأس رجل مصنوع من الرخام ومطعم بالمحار للعينين، من موقع «ماري» (معبد نيني زازا)، ويعود تاريخه إلى حوالي /2600/ق.م.
- ثور مستلقٍ ذو وجه بشري: مصنوع من الحجر الكلسي ومطعم بالعاج والقار في منطقة العينين، وقد عثر عليه في من موقع «تل براك»، وينتمي إلى العصر «السوري» المبكر الثاني.
- تعليقة النسر الأسطوري (ايمدوغود/أنزو): وهي مصنوعة من حجر اللازورد الأزرق مع صفيح رقيق من الذهب، وقد تم العثور عليها في موقع «تل براك».
- تمثال صغير «لهرقل»: من الرخام الأبيض، من موقع «تل الشيخ حمد»، ويعود للعصر «البارثي»، يحمل الإله المجسد للعري البطولي والممثل بشكل جبهي يحمل بيده اليمنى هراوة وفي يده اليسرى فروة «أسد»، ويتضح من ذلك أنه يحمل أسلوباً سورياً رافدياً وموضوعه راجع للفن «الإغريقي» ـ «الروماني» ومن الأس
- خاتم أسطواني: مصنوع من مادة العقيق الأحمر على طرفيه يوجد غطاءان ذهبيان، وهي من موقع ماري (تل الحريري)، ويعود إلى العصر «السوري» المبكر الثالث /2300-2200/ق.م، ويظهر فيه مشهد يمثل قتالاً بين رجل وثور له وجه بشري ضد ماعز بري وأسد، ويصل ارتفاعه إلى /3.5/سم، بقطر/1.4/سم وقد تمت المشاركة فيه بمعرض «كندا».
- خاتم أسطواني يمثل امرأة جالسة: وهو عبارة عن آلهة جالسة على عرشها أمامها ملك عابد وآلهة شفيعة، تم تصنيعه من حجر الدم الحديدي، وقد عثر عليه في موقع «تل العشارة» (ترقا)، ويعود إلى العصر «السوري» القديم الممتد ما بين/1900-1800/ ق.م. ويصل ارتفاعه إلى/2.7/سم، وبقطر/1.6/سم وهو من القطع التي شاركت في معرض «كندا».
- رقيم مسماري عليه طبعة خاتم: وهو عبارة عن ثور مجنح يعدو محاطاً بإطار إكليلي بيضوي من الطين، عثر عليه في موقع "تل الشيخ حمد" (دوراكاتليمو)، ويعود إلى العصر «السوري» الوسيط الممتد ما بين /1250-1200/ ق.م، ووجد في السفح الغربي للقلعة. يصل ارتفاعه إلى/4.9/سم، وبعرض /4.6/سم
- شاهدة حجرية: مصنعة من الحجر الكلسي الطري، عثر عليها في موقع «تل عجاجه» (شاديكاني)، وتعود إلى العصر «السوري» المتأخر /870-840/ق.م، وتمثل الشاهدة جنياً مجنحاً أسفل رموز الآلهة «شمش»، «سين»، «سيبتوموم»، «عشتار»، ويبلغ ارتفاعها /75سم/، وعرضها /68/سم
- سدادة مختومة عليها نقش آرامي: من مادة الطين، تم العثور عليها في موقع «تل الشيخ حمد»، وتعود إلى العصر «السوري» المتأخر حوالي/626/ ق.م، وهي مثلثة الشكل، عليها طبعتا ختم تتضمنان رموز آلهة وأسفلها خمس خطوط أرامية.
- قاعدة قدر أسطوانية ذات زخرفة محزوزة وفوهة مزينة برؤوس الثيران: وهي مصنعة من مادة الفخار، عثر عليها في موقع «تل الشيخ حمد»، وتعود إلى العصر «السوري»، وقد استخدمت هذه القاعدة في العصر «البابلي» المتأخر وفي الفترة «الآشورية» المتأخرة، حيث ثبتت في الأرض ورقعت بالجص.

## روابط خارجية
- دير الزور
- موقع دير الزور - أهم القطع الأثرية في متحف «دير الزور» الوطني